# Dance Passion
Dance Passion — The Remix Album — сборник ремиксов шведской поп-рок-группы Roxette, включающий ремиксы на песни из дебютного альбома группы Pearls of Passion. Только в Швеции было продано 27 000 копий альбома.
Альбом доступен только на виниле, он был выпущен в некоторых европейских странах в течение весны 1987 года. К концу 2001 года, EMI так и не выпустила альбом на CD, но в 1995 году вышел неофициальный бутлег.
Все эти версии ремиксов недоступны нигде кроме версий «Neverending Love» и «Soul Deep», которые были записаны на 12" синглах. Ремикс «Neverending Love», включённая в этот альбом, на самом деле та же версия, что и «Euro-Mix» и «Extended Club Mix», которые можно услышать на 12" издании этого сингла.

## Список композиций
| №  | Название                                | Длительность |
| -- | --------------------------------------- | ------------ |
| 1. | «I Call Your Name» (Kaj Erixon remix)   | 5:13         |
| 2. | «Soul Deep» (Kaj Erixon remix)          | 5:17         |
| 3. | «Like Lovers Do» (Kaj Erixon remix)     | 5:05         |
| 4. | «Neverending Love» (René Hedemyr remix) | 4:31         |

| №                   | Название                                     | Длительность |
| ------------------- | -------------------------------------------- | ------------ |
| 1.                  | «Goodbye to You» (Kaj Erixon remix)          | 6:00         |
| 2.                  | «Secrets That She Keeps» (Alar Suurna remix) | 6:16         |
| 3.                  | «Joy of a Toy» (Kaj Erixon remix)            | 5:18         |
| Общая длительность: | Общая длительность:                          | 37:40        |

## Каталог по странам
| Страна   | Каталожный номер      | Раритетность |
| -------- | --------------------- | ------------ |
| Швеция   | Roxette/EMI / 1362611 | 2 из 10      |
| Германия | EMI / 1C 046-1362611  | 3 из 10      |
| Италия   | EMI / 64-1362611      | 4 из 10      |

Все издания вышли в 1987 году в формате LP под названием Dance Passion — The Remix Album.

## Позиции в хит-парадах
| Год  | Чарт       | Высшая позиция | Пребывание в чарте |
| ---- | ---------- | -------------- | ------------------ |
| 1987 | Topplistan | 19             | 4 недели           |